# Iguana iguana
Vous lisez un « article de qualité » labellisé en 2012.
Espèce
Statut de conservation UICN

 LC  : Préoccupation mineure
Statut CITES
Iguana iguana est une espèce de sauriens de la famille des Iguanidae. En français, elle est nommée iguane vert, iguane rayé ou iguane commun.
C'est une grande espèce de lézards arboricoles et herbivores du genre Iguana originaire d'Amérique du Sud et centrale. L'adulte mesure environ 1,5 m de la tête à la queue, et certains spécimens peuvent atteindre les 2 m et peser 5 kg, ce qui en fait le plus imposant des iguanes. Il prend diverses couleurs selon sa région d'origine, sa teinte pouvant prendre différents tons de vert, mais aussi être rosée, bleuâtre ou orangée. Il se caractérise également par les anneaux noirs visibles sur sa queue et sa crête d'épines dorsales. L'iguane vert passe le plus clair de son temps dans les arbres, à se nourrir de feuillage. C'est un animal territorial qui se montre agressif envers les autres mâles, notamment en période de reproduction. Les femelles pondent une fois par an, et dès l'éclosion, les jeunes sont livrés à eux-mêmes, souvent victimes de prédateurs comme le basilic. Ils atteignent leur maturité sexuelle à trois ans.
L'iguane vert a une aire de répartition très étendue qui va du sud du Brésil et du Paraguay au nord du Mexique, aux îles Caraïbes. Il est également présent aux États-Unis, où l'on trouve des populations issues du marronnage, notamment dans le sud de la Floride (dont l'archipel des Keys), à Hawaï et dans la vallée du Rio Grande au Texas, où il constitue une menace pour l'équilibre écologique local. En Amérique du Sud, l'iguane vert est apprécié pour sa viande et pour ses œufs, et il est chassé ou élevé pour fournir les marchés locaux, mais aussi pour approvisionner le marché des animaux de compagnie. Il est en effet de plus en plus couramment élevé en captivité en tant que nouvel animal de compagnie du fait de son tempérament calme et de ses couleurs vives, bien qu'il exige des soins particuliers et suffisamment d'espace. Les captures d'animaux sauvages ont fait chuter les effectifs, même si l'espèce n'est pas encore menacée.

## Description

### Morphologie
L'iguane vert est un grand lézard qui atteint généralement une taille variant entre 1,2 et 1,6 m du museau à la queue, pour une masse de 3 à 5 kg maximum chez le mâle. La femelle est un peu plus petite et mesure en moyenne 1,3 m pour 1,2 à 2,6 kg. Certains spécimens peuvent atteindre les 2 m de long, ce qui fait de lui le plus imposant de tous les iguanes. La queue représente une forte proportion de la longueur totale, et la longueur de la bouche au cloaque d'un grand mâle environne 45 cm. Dans certains milieux plus arides de son aire de répartition comme l'île de Curaçao, les spécimens ont tendance à être plus petits, et la longueur de leur corps sans la queue excède rarement 23 à 26 cm.

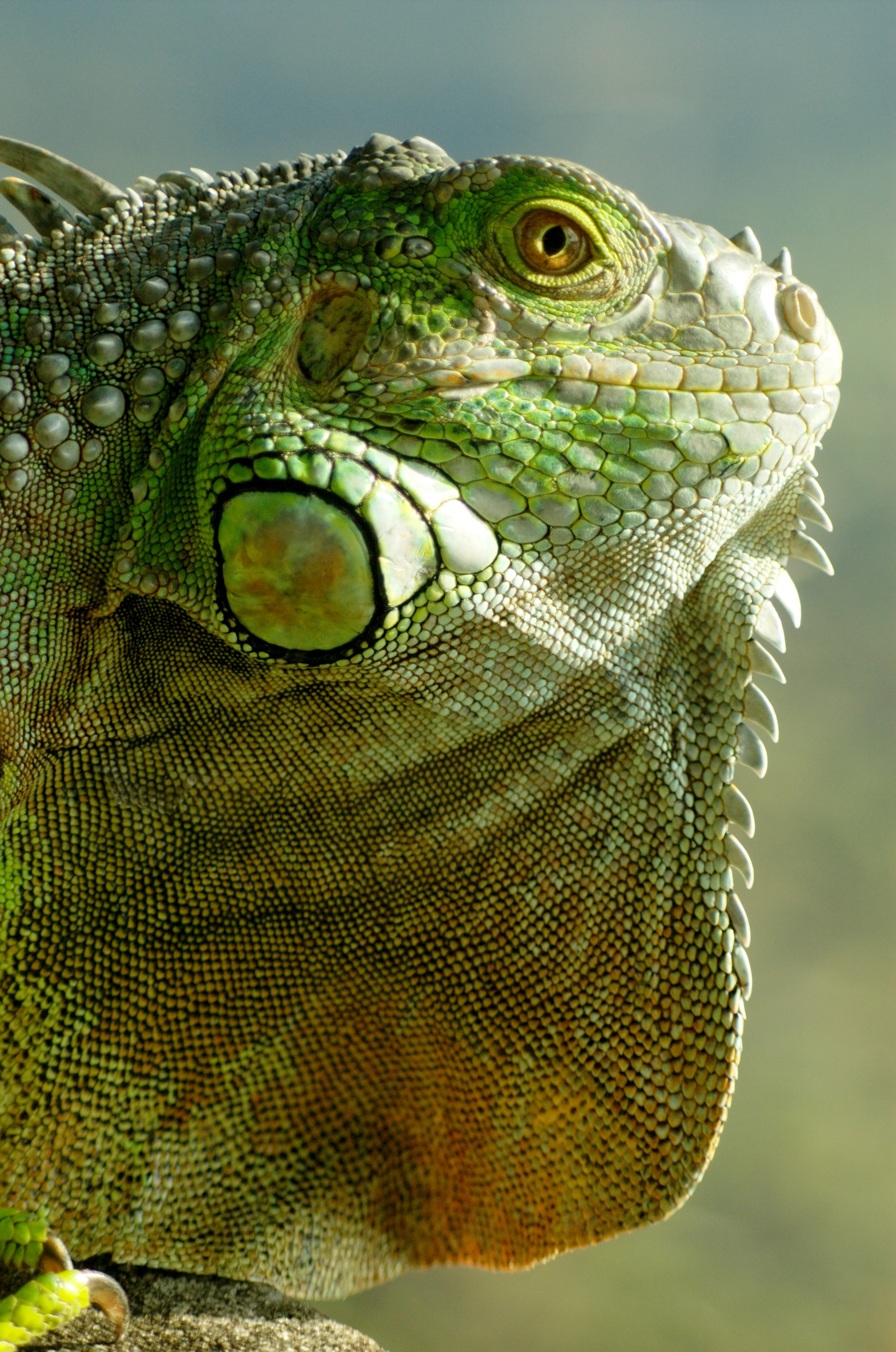
Détail de la tête, le fanon gulaire bien visible.
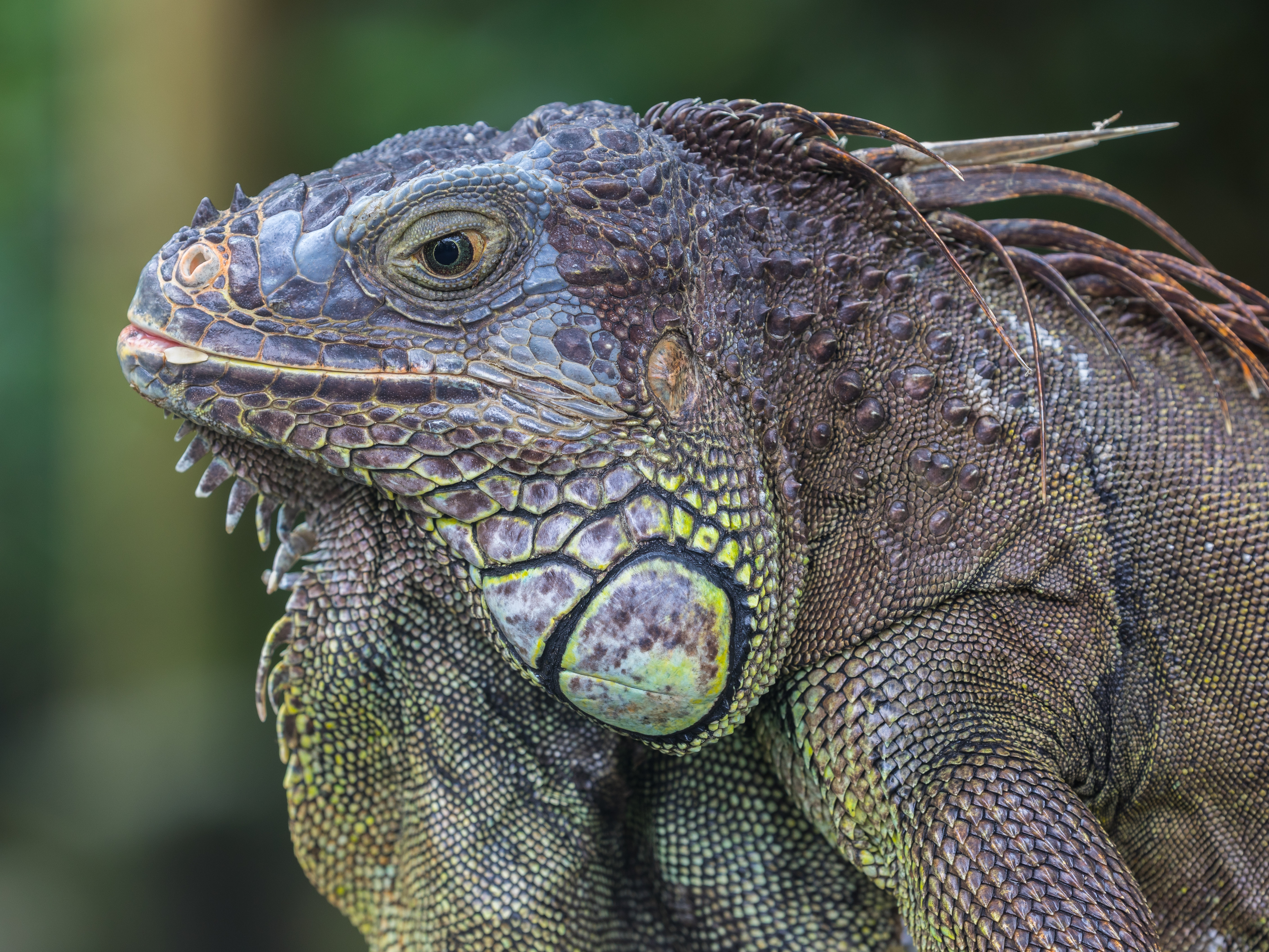
Un iguane vert au zoo de Singapour.
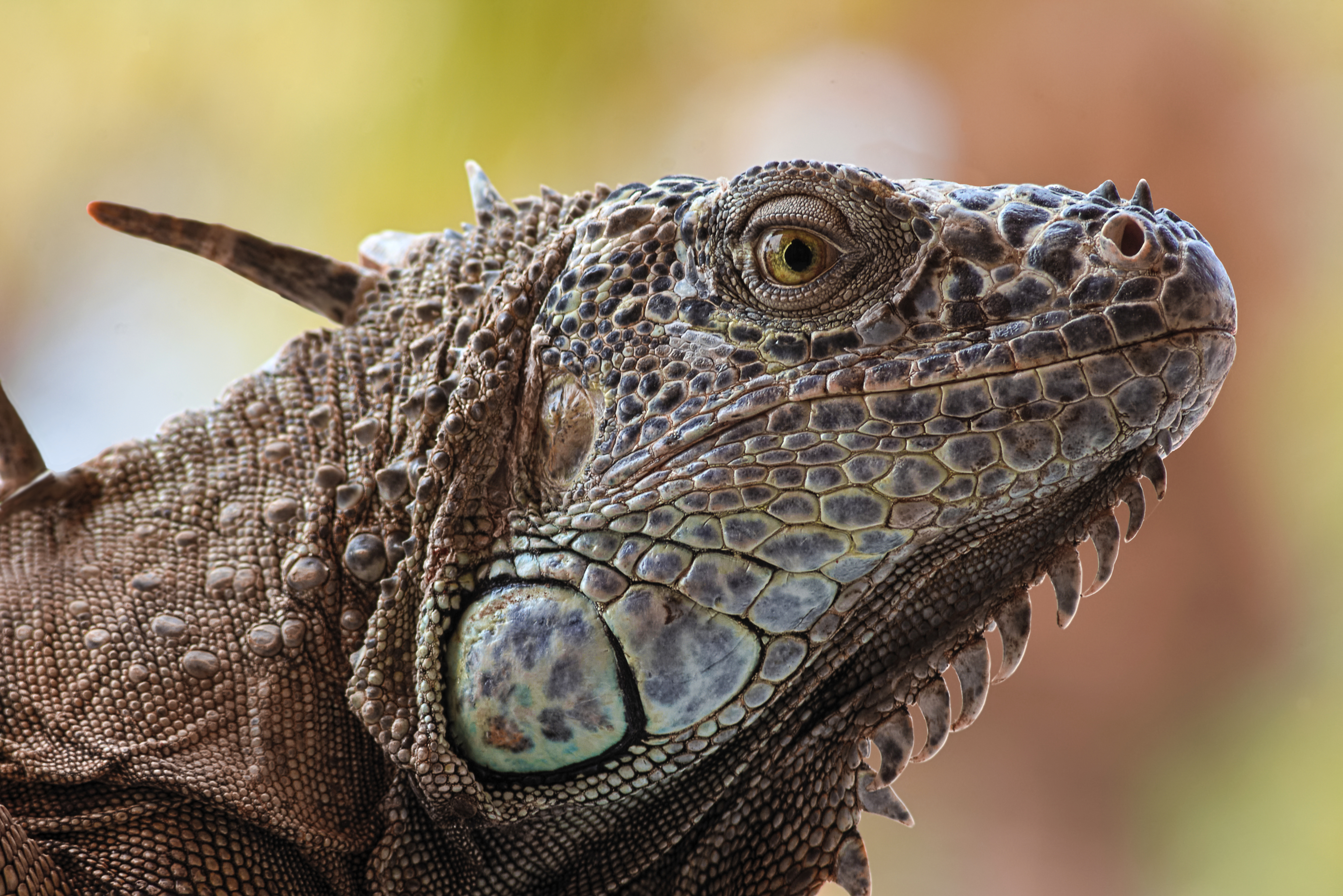
Portrait d'un iguane vert à Acapulco (Mexique), mai 2019.

Ce reptile possède une rangée d'épines le long du dos et de la queue qui l'aide à se protéger des prédateurs. Ses épines peuvent atteindre 8 cm chez les vieux mâles. Il se caractérise également par la présence d'une grande écaille, dont la couleur varie suivant les spécimens, juste en dessous du tympan. Ses membres sont solides, avec cinq grands doigts qui se terminent par des griffes longues et acérées. L'axe du pouce diverge de celui des autres doigts, facilitant la préhension. Sa queue peut être utilisée comme un fouet pour asséner des coups et blesser. Elle représente pas moins de deux tiers de sa longueur totale. Iguana iguana a par ailleurs acquis au cours de l'évolution un fanon gulaire qui sert à sa thermorégulation ainsi qu'aux parades sexuelles et aux luttes territoriales,,.

Iguana iguana en balade vers Palm Beach (Floride). Décembre 2022.

Les dents sont accolées au bord interne de la mâchoire. Elles sont aplaties et munies de plusieurs tubercules. Leur remplacement se fait de manière différente des autres reptiles : le bourgeon dentaire de la nouvelle dent pousse à la base de l'ancienne et à l'intérieur de celle-ci, creusant peu à peu l'ancienne dent tout en prenant sa place.

### Coloration

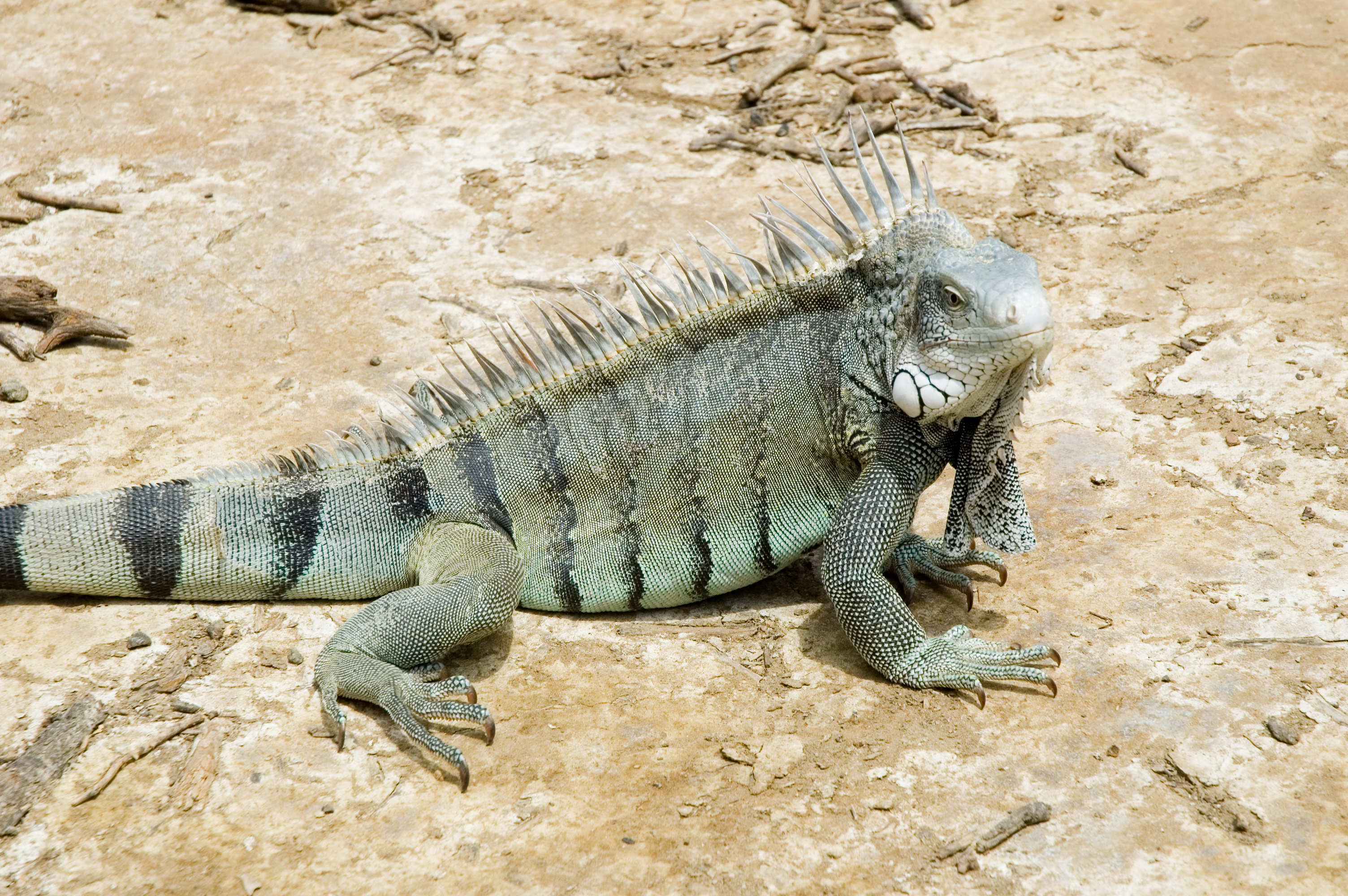
Chez cet iguane vert mâle de Bonaire, les anneaux noirs sont bien visibles.

Malgré son nom vernaculaire, l'iguane vert peut arborer différentes couleurs. Dans les pays du sud de l'aire de répartition de l'espèce comme le Pérou, les iguanes verts sont de couleur bleuâtre mouchetée de noir. Sur les îles comme Bonaire, Curaçao, Aruba et la Grenade, ils peuvent aussi bien être verts que noirs, de couleur lavande ou même rose,. Les iguanes verts vivant dans l'ouest du Costa Rica sont rouges tandis que les animaux issus du nord de l'aire de répartition, comme le Mexique, sont orange,. Les individus juvéniles du Salvador sont souvent d'un bleu vif avant de perdre cette couleur en vieillissant.
L'iguane vert n'a pas une couleur totalement uniforme. On observe généralement des anneaux jaunes et noirs sur la queue, des bandes horizontales noirâtres sur le ventre et les flancs et des rayures de couleur vive sur les épaules.

### Dimorphisme sexuel
Les iguanes femelles sont moins imposantes que les mâles. Ces derniers se distinguent aussi par des épines dorsales nettement plus longues et plus épaisses, une tête plus massive et un fanon plus visible, ; ils sont également plus vivement colorés que les femelles. Les iguanes verts mâles ont des glandes assez développées sous leurs cuisses qui sécrètent une substance odorante. Les femelles possèdent également ce type de glande sous les cuisses, mais elles sont nettement moins développées que chez les mâles.

### Espèces ressemblantes
Dans les Antilles, l'iguane vert peut être confondu avec l'autre membre du genre Iguana, l'iguane des Petites Antilles (Iguana delicatissima). Ce dernier est plus petit et se distingue de l'iguane vert par l'absence de la grosse écaille en dessous du tympan et l'absence de rayures noires sur la queue. L’iguane des petites Antilles s’hybride avec l’iguane vert qui a un phénotype dominant. 
| Iguane des Petites Antilles                                | Iguane vert                     |
| ---------------------------------------------------------- | ------------------------------- |
| Tête d'iguane des Petites Antilles (Iguana delicatissima). | Tête d'Iguane vert mâle perché. |

## Biologie et écologie

### Sens
L'iguane vert dispose d'une excellente vision qui lui permet de distinguer les formes et les mouvements à de longues distances. Sa vision est toutefois mauvaise lorsque la luminosité est faible du fait de son petit nombre de cellules en bâtonnets. Il possède des cellules appelées « doubles cônes » qui lui confèrent une bonne vision des couleurs et lui permettent de voir dans le domaine ultraviolet. Cette capacité est très utile lorsque l'animal cherche à absorber suffisamment d'UVA et d'UVB à la lumière du soleil pour produire de la vitamine D,.
L'iguane possède un organe voméronasal lui permettant d'analyser les molécules présentes dans son environnement plus précisément que par son odorat. Son orifice nasal est commun à l'organe de l'odorat et à cet organe voméronasal (aussi appelé « organe de Jacobson »). Il déploie sa langue à plusieurs reprises pour alimenter cet organe sensoriel, à la manière des serpents et des varans. Le goût des iguanes est également très développé grâce aux très nombreuses papilles gustatives que l'on trouve sur sa langue. En revanche, même s'il distingue les bruits, son audition est peu performante.

### Thermorégulation
Comme la plupart des reptiles, l'iguane vert est un animal poïkilotherme, c'est-à-dire que sa température corporelle n'est pas stable mais dépend de son environnement. Pour rester dans sa plage de température optimale qui se situe entre 29 et 39 °C, l'iguane vert utilise son œil pinéal. Il peut faire varier la couleur de sa peau en s'assombrissant pour mieux capter la chaleur du soleil lorsqu'il fait trop froid, ou au contraire en s'éclaircissant quand il fait trop chaud. Il peut également faire varier son rythme cardiaque, le ralentissant lorsqu'il fait chaud.

### Comportement

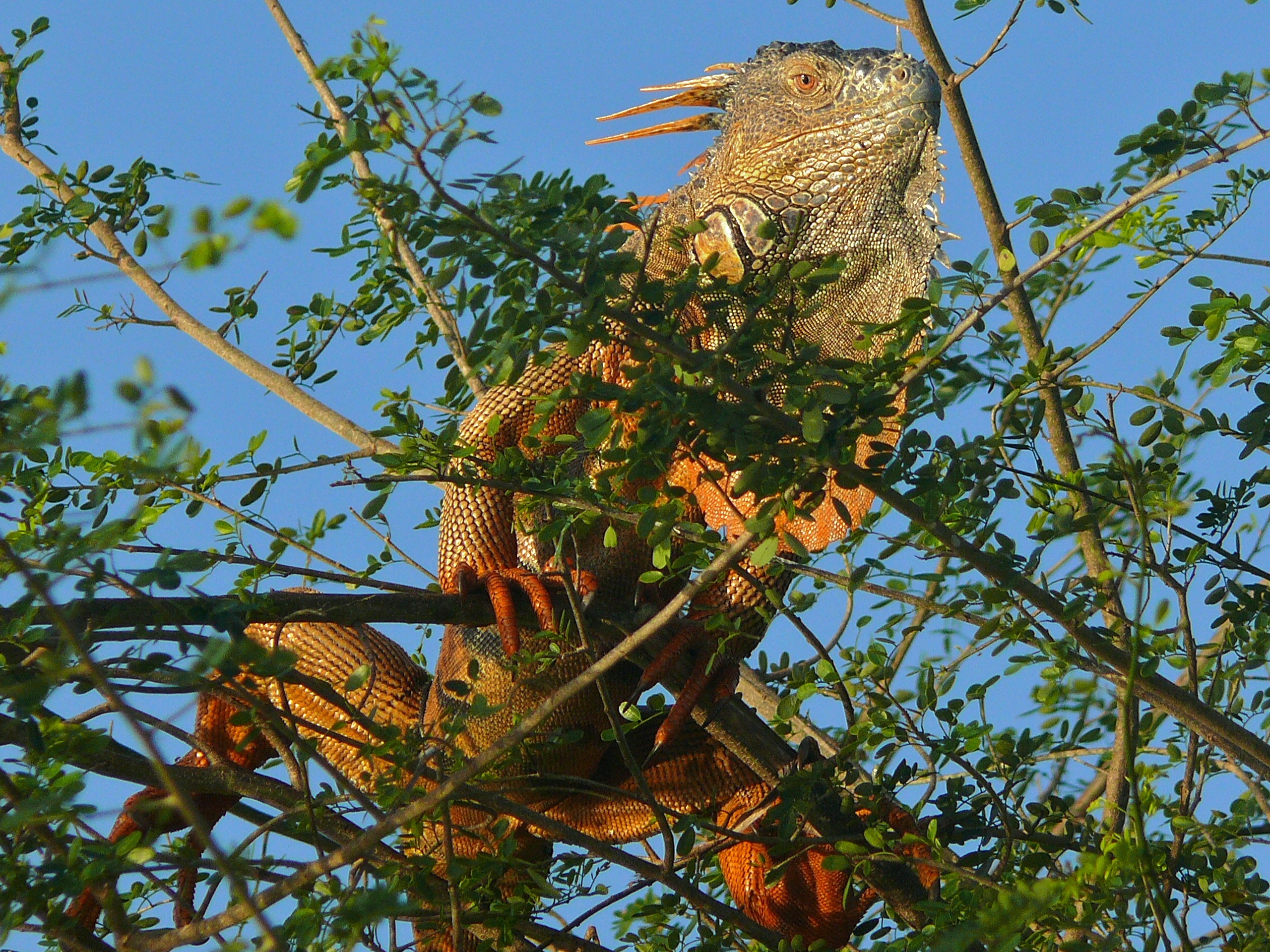
Iguane vert dans son arbre (réserve de faune sauvage de Crooked Tree, Belize).

Les iguanes passent une très grande majorité de leur temps inactifs, perchés sur une branche d'arbre. Une étude a ainsi révélé qu'un iguane vert consacrait 3 % de son temps à la reproduction, 1 % à la recherche de la nourriture et qu'il demeurait inactif 96 % du temps. Il n'a en effet pas réellement de déplacement à faire pour chercher sa nourriture, et il mange plus en période humide qu'en période sèche, adaptant sa consommation à la ressource en nourriture.
Ce sont des animaux territoriaux, et les mâles n'hésitent pas à quitter leur branche pour aller chasser un autre mâle s'aventurant sur leur territoire. Ils peuvent toutefois laisser approcher occasionnellement des jeunes mâles qui ne représentent pas encore une vraie menace. Le territoire ainsi considéré correspond généralement à un arbre, mais plusieurs iguanes peuvent parfois se partager un arbre suffisamment grand, en occupant chacun une portion. Les combats entre mâles se font plus fréquents en période de reproduction, les jeunes mâles s'en prenant à leurs aînés suivant un rituel bien défini. Les iguanes s'avancent l'un face à l'autre, fanon gulaire et membres tendus, et se mettent à tourner en rond, hochant la tête et sifflant, avec la queue qui balaie le sol par des mouvements saccadés. Ils essaient alors de monter sur le dos de leur adversaire, et quand un des deux y parvient il fouille les replis du cou de son adversaire avec sa gueule grande ouverte. La tête du mâle dominé vire au vert sombre tandis que celle de son agresseur devient blanche, et ce en quelques minutes seulement. Le dominant finit par mordre son adversaire au dos ou au cou avant de partir ; le mâle dominé s'enfuit alors vers un autre territoire.
Sur le territoire d'un mâle, on trouve généralement environ six femelles, qui mettent également en place une certaine hiérarchie par intimidation. Les femelles peuvent également se montrer très agressives, surtout en période de ponte.

### Locomotion
L'iguane vert est un très bon grimpeur, qui utilise ses griffes pour s'accrocher à l'écorce des arbres et avoir de bonnes prises. Iguana iguana peut tomber d'une hauteur de 15 m sans se blesser (les iguanes utilisent les griffes de leurs pattes postérieures pour s'agripper aux feuilles et branches des arbres pour ralentir leur chute),,. Au sol, il marche lentement, laissant traîner son corps sur le sol, avec les membres repliés et la queue ondulant lentement. En revanche, quand il est menacé, il peut courir avec les pattes tendues et le corps bien au-dessus du sol.
Les iguanes nagent en restant totalement submergés et en gardant leurs quatre pattes le long du corps. Ils se déplacent ainsi grâce aux battements de leur puissante queue.

### Alimentation
Cet animal est herbivore. Cependant, on observe que les individus plus jeunes sont davantage carnivores et deviennent progressivement herbivores lorsque leur âge avance. Les individus âgés de moins de deux ou trois ans consomment ainsi des insectes et des araignées, leur permettant une bonne croissance, tandis que les adultes mangent des plantes vertes, ajoutant parfois à leur menu des fruits ou des fleurs. Du fait de ses mœurs arboricoles, il mange principalement des feuilles et des plantes épiphytes, par exemple celles du genre Billbergia. L'iguane attrape sa nourriture avec sa bouche, sans se servir de ses pattes. Sa dentition n'est pas différenciée et n'est pas adaptée à mâcher des végétaux car elle est composée de petites dents pointues. Il se contente de les déchirer grossièrement en lambeaux avant de les avaler.
Les iguanes ne sont pas capables d'assimiler eux-mêmes les végétaux, composés en grande partie de cellulose que les enzymes produites par le système digestif de l'animal ne peuvent dégrader. Ils doivent donc compter sur la flore microbienne de leur grand intestin pour dégrader la cellulose. Les jeunes iguanes ne disposent pas à leur naissance des micro-organismes nécessaires pour assimiler les végétaux, et il a été montré qu'ils mangent les fèces des adultes pour acquérir la microflore nécessaire à un régime alimentaire strictement herbivore,.
Malgré la vaste diversité d'aliments entrant dans son menu, l'iguane vert est principalement herbivore et a donc besoin d'un ratio bien précis d'apports en minéraux (ratio calcium sur phosphore d'un à deux),.
Concernant les iguanes en captivité, l'intérêt d'inclure des protéines animales dans leur alimentation est débattu. En effet, on sait que les iguanes sauvages mangent des sauterelles et des escargots arboricoles, généralement ingérés avec les éléments végétaux qu'ils consomment,. Par ailleurs, les iguanes verts adultes consomment parfois des œufs d'oiseaux à l'état sauvage. Certains zoologistes, comme Adam Britton, pensent qu'une alimentation incluant des protéines animales n'est pas saine pour le système digestif de l'iguane et pourrait induire des problèmes de santé à long terme, notamment au niveau des reins, et une mort prématurée. D'un autre côté, les iguanes verts du Miami Seaquarium dans le Key Biscayne, en Floride, ont été vus mangeant des poissons morts, et les animaux élevés en captivité ingèrent fréquemment des souris sans tomber malades, ce qui discrédite un peu la première thèse.

### Reproduction

#### Accouplement
En décembre, le mâle iguane vert fait la cour aux femelles en hochant la tête vers celle qu'il a choisie pour s'accoupler. Si celle-ci est réceptive, le mâle peut s'approcher, sans quoi il est chassé par des violents coups de queue et des morsures. Une fois la parade nuptiale achevée, l'accouplement peut avoir lieu. Il dure généralement environ dix minutes et peut être répété plusieurs fois. La saison de reproduction peut s'étendre sur un à trois mois.

#### Ponte

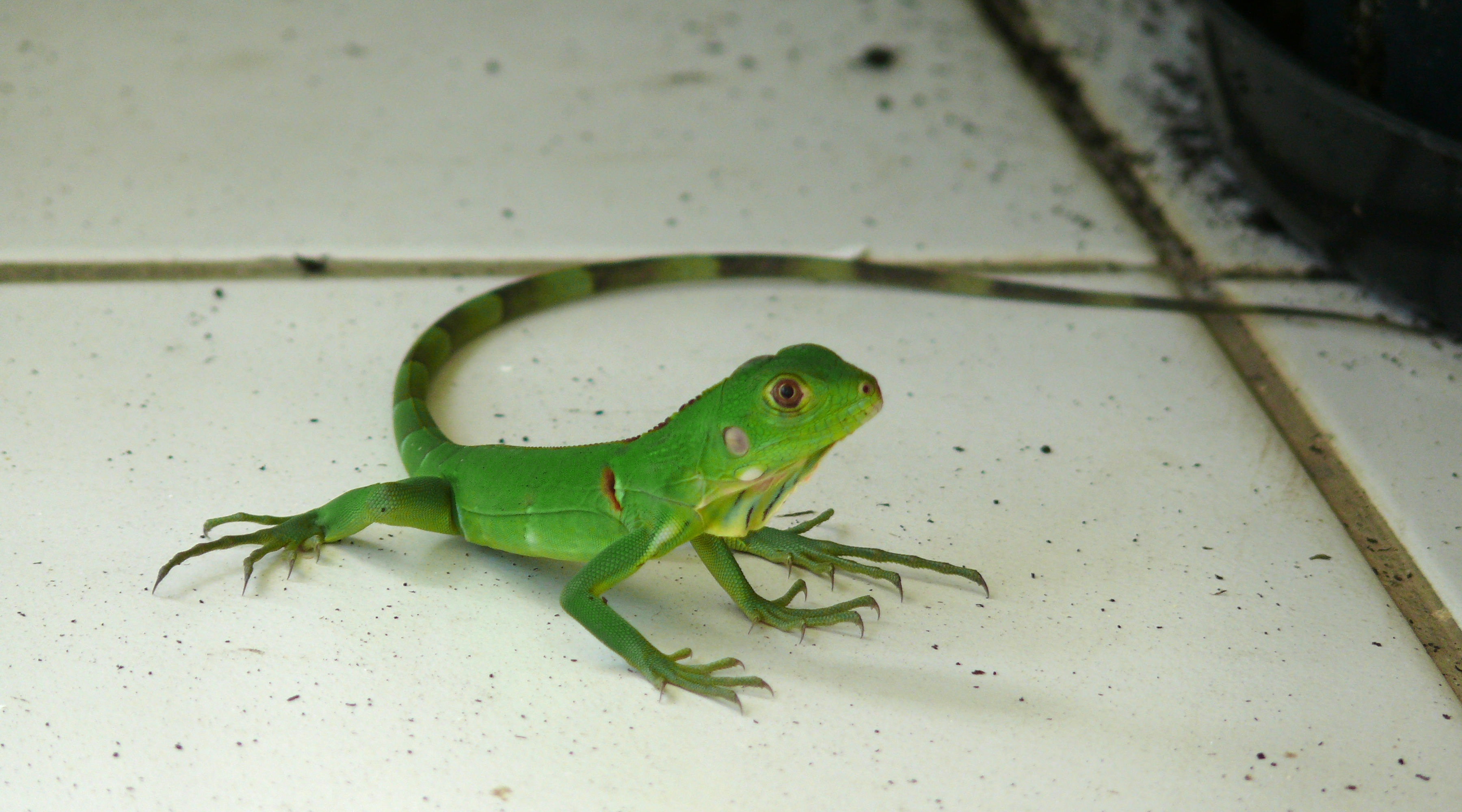
Iguane vert juvénile.

Les iguanes verts sont ovipares. Les femelles en gestation creusent un terrier dans une zone ensoleillée (savane, plage…) en prenant soin de faire une chambre d'incubation spacieuse. Elles y pondent entre 20 et 71 œufs une fois par an,. Après avoir déposé les œufs, la femelle referme le nid en repoussant la terre à l'intérieur, mais en prenant soin de laisser une poche d'air. La ponte a généralement lieu vers le mois de février, c'est-à-dire durant la période la plus sèche de l'année, quand le nid n'a pas de risque d'être inondé. Au moment de la ponte, les œufs sont oblongs et mesurent 25 à 44 mm de long pour 23 à 38 mm de large. Leur coquille est molle et poreuse, et ils vont ensuite se renfler tout au long de l'incubation.
L'éclosion a lieu après 10 à 15 semaines d'incubation à une température stable de 28 à 32 °C,, généralement à la saison des pluies en avril ou mai, c'est-à-dire au moment où la nourriture est la plus abondante. Une fois éclos, les jeunes iguanes sont similaires aux adultes et mesurent environ 25 cm. Il ne leur manque que les épines dorsales. La femelle ne s'occupe pas des petits après la naissance. Au Panama, on a observé des iguanes verts partager le nid d'un crocodile américain et au Honduras celui d'un caïman à lunettes.

#### Croissance des jeunes

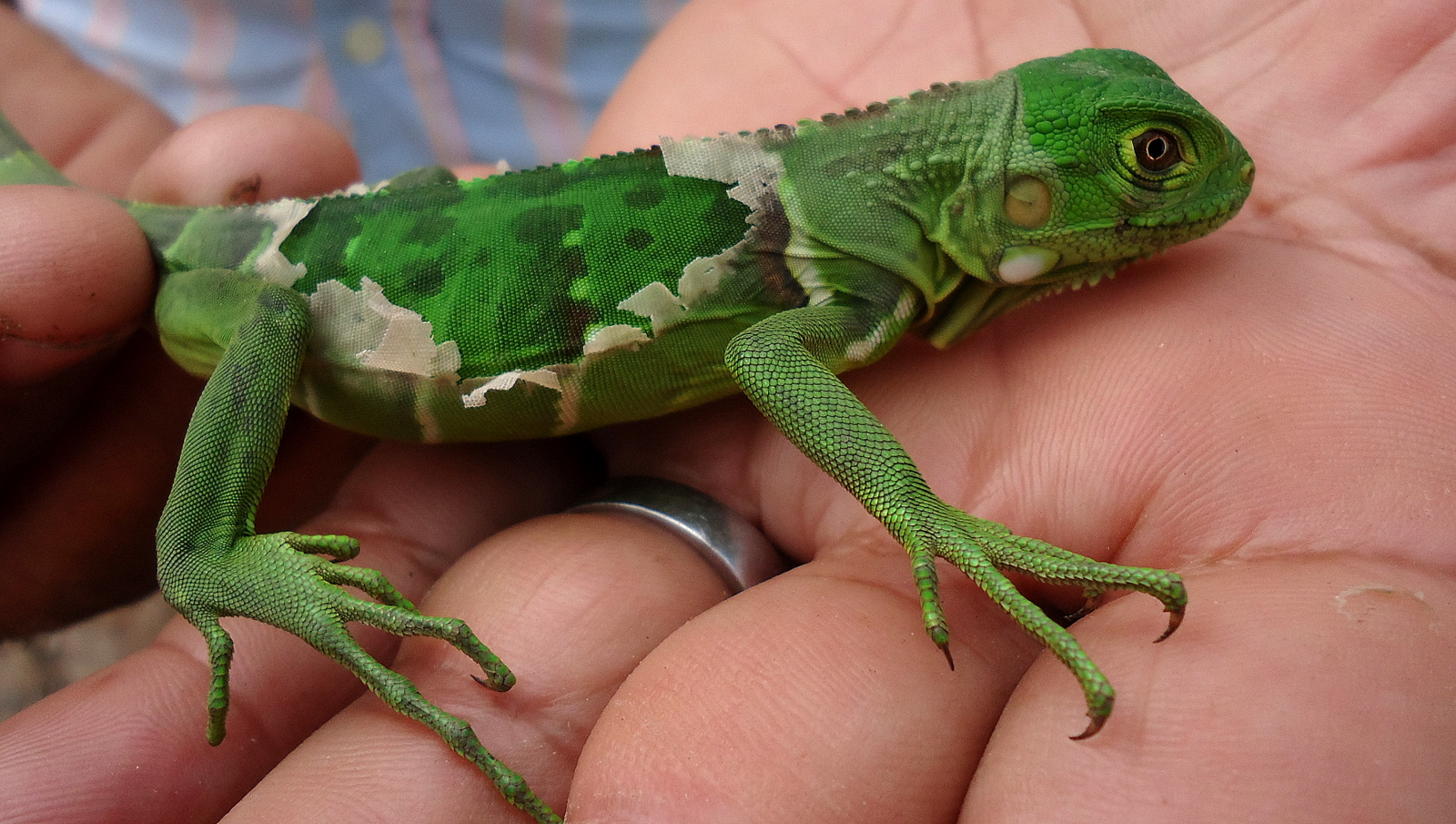
Jeune Iguane vert en mue.

Les jeunes iguanes juste éclos mesurent 75 mm et pèsent 11 g. Ils croissent assez rapidement, avec une mue toutes les 3 à 4 semaines. Ils gagnent en moyenne 0,273 mm par jour, mais cette croissance journalière peut varier entre 0,22 et 0,58 mm par jour au cours du temps ou d'un individu à l'autre. Les parents ne s'occupent pas du tout des jeunes iguanes qui doivent rapidement se débrouiller pour trouver leur nourriture. Les jeunes restent en groupe entre frères et sœurs durant leur première année de vie. Il a pu être observé dans ces groupes que les mâles pouvaient protéger les femelles en mettant leur propre corps en opposition à des prédateurs. C'est la seule espèce de reptile chez laquelle ce comportement est connu.
Les jeunes demeurent très vulnérables et seuls 2,6 % d'entre eux atteignent l'âge d'un an, les autres étant victimes des différents prédateurs, des braconniers qui recherchent des jeunes pour le marché des animaux de compagnie, ou du trafic routier. Les iguanes atteignent la maturité sexuelle à l'âge de 3 ans environ, un peu moins chez les iguanes qui ont un régime alimentaire très insectivore. Leur longévité est de 10 à 15 ans. Au cours de sa vie, la femelle iguane ne pond que cinq à huit fois.

### Relations interspécifiques

#### Prédateurs

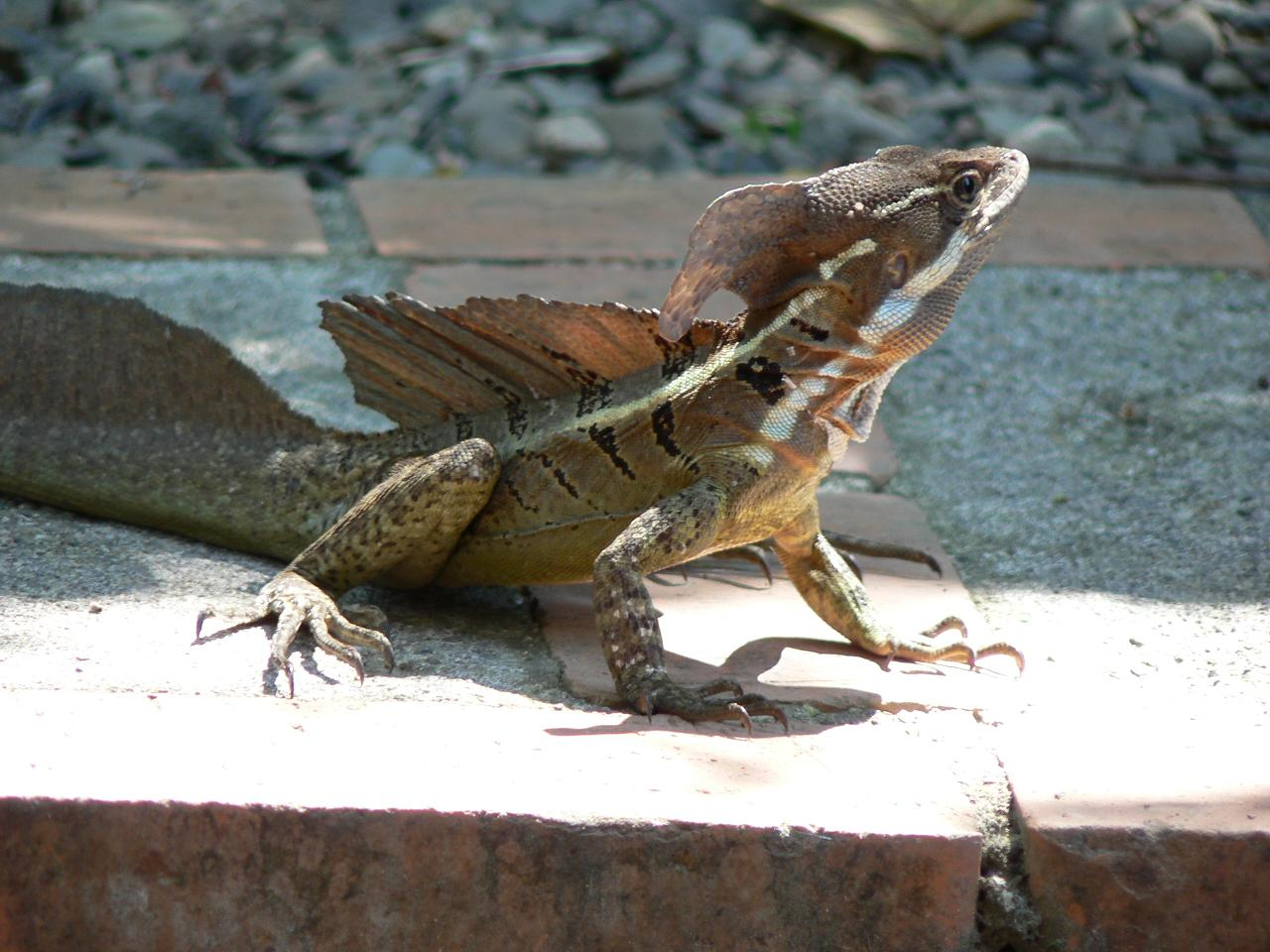
Basilic commun (Basiliscus basiliscus) au Costa Rica.

Le principal prédateur des jeunes iguanes est le basilic, un lézard qui a la particularité de pouvoir courir sur ses pattes arrière, et qui capture les jeunes iguanes au sol durant leurs premiers mois de vie. Une fois que les iguanes ont grandi, cet animal de petite taille ne peut plus les manger. Le zoologiste américain Van Devender a répertorié au Costa Rica une dizaine d'espèces de serpents s'attaquant aux jeunes iguanes verts, mais seul un d'entre eux peut manger des adultes. Il a également noté qu'une autre espèce d'iguane, Ctenosaura similis, pouvait se nourrir occasionnellement de jeunes iguanes verts. Les oiseaux sont également des prédateurs fréquents pour les jeunes iguanes, notamment les rapaces comme la Buse à queue blanche, la Buse à gros bec ou la Buse urubu. À proximité des habitations humaines, les chiens domestiques peuvent constituer un danger pour l'iguane, car ils poursuivent les adultes ou détruisent les nids.

#### Défense
En cas de menace, la réaction la plus courante de l'iguane est la fuite. Lorsqu'il se sent en danger, il peut tomber de son arbre, chutant ainsi de plusieurs mètres avant de courir vers le point d'eau le plus proche où il peut s'abriter. Comme beaucoup d'autres lézards, si on l'attrape par la queue, l'iguane vert peut s'en séparer par autotomie pour s'échapper. Celle-ci peut ensuite repousser.
Mais l'iguane vert peut également se défendre activement. Face à une menace, il gonfle son cou, hérisse sa crête dorsale, souffle et agite son fanon, pour impressionner son adversaire. Il peut ensuite passer à l'attaque, en se jetant sur son adversaire pour le mordre, en faisant claquer sa longue queue comme un fouet.

## Distribution et habitat

### Répartition

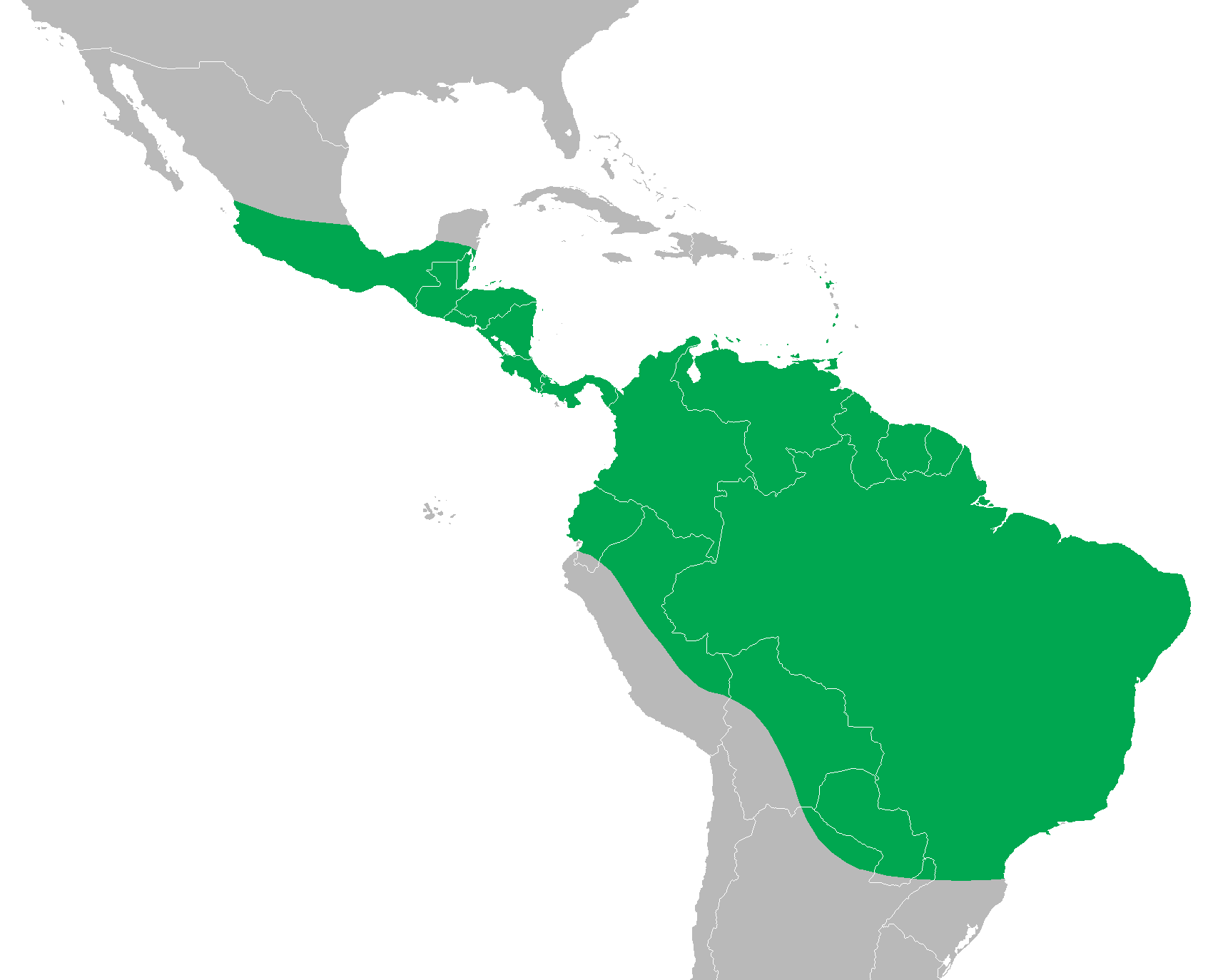
Aire de répartition de l'iguane vert.

#### Répartition naturelle
La zone de répartition de l'iguane vert s'étend du Sud du Mexique, dans les États de Sinaloa et Veracruz, jusqu'au centre du Brésil, au Paraguay, à la Bolivie et même au Pérou et au Nord de l'Argentine. On le rencontre également sur un certain nombre d'îles comme aux Caraïbes, notamment sur Grenade, Curaçao, Trinité-et-Tobago, Sainte-Lucie, Saint-Vincent et Útila,,. Il a été introduit sur l'île de Grand Cayman, à Porto Rico, au Texas, en Floride, à Hawaï et aux Îles Vierges,,.

#### Développement en Asie du Sud-Est
L'iguane vert est également présent en Asie, bien qu'il n'y soit pas indigène. En 2023, la population totale en Asie du Sud-Est est estimée à 3 600 individus. Leur présence constitue une menace pour la biodiversité locale : en novembre 2023, les autorités thaïlandaises capturent 150 individus, dont l'augmentation rapide de la population « a affecté les systèmes écologiques et environnementaux, provoquant des problèmes pour les populations locales » et contribue à détruire les récoltes. Ils sont placés dans des centres pour espèces sauvages. La Thaïlande a interdit l'importation des iguanes, qui sont plébiscités dans le pays comme animaux de compagnie. Le trafic d'iguanes y est puni de dix ans d'emprisonnement.

### Habitat
L'iguane vert a des mœurs nocturnes, arboricoles, et vit souvent à proximité d'un point d'eau,. Il affectionne ainsi tout particulièrement les arbres situés à proximité des rivières et des fleuves, sur lesquels il se repose de longues heures. Une étude menée au Belize a montré qu'il affectionnait particulièrement les plantes du genre Citharexylum et les mimosas, qui représentent respectivement 50 et 30 % des perchoirs utilisés, alors qu'ils ne représentent que 15 % de la végétation. Dans des milieux qui lui conviennent bien, on peut ainsi rencontrer pas moins de 90 iguanes par hectare. Durant la saison froide et humide, les iguanes verts préfèrent rester sur le sol qui est plus chaud. Les jeunes passent également la plupart de leur temps au sol, se camouflant parmi les buissons, et pouvant grimper occasionnellement dans de petits arbustes. On rencontre l'iguane vert à des altitudes allant du niveau de la mer jusqu'à 1 000 m en Colombie. Il peut vivre dans des milieux relativement arides comme sur l'île de Curaçao.

## Taxinomie et étymologie

### Systématique
L'espèce a été décrite scientifiquement par le naturaliste suédois Carl von Linné en 1758. Durant les deux siècles suivants, pas moins de 17 espèces et sous-espèces ont été placées en synonymie avec elle et une espèce, Iguana delicatissima, a finalement été séparée d'Iguana iguana.
En utilisant les séquences d'ADN nucléaire et mitochondrial pour explorer l'histoire phylogénétique de l'iguane vert, les scientifiques de l'université de la vallée de l'Utah ont étudié des spécimens issus de 17 pays différents. La phylogénie indique que l'espèce est apparue en Amérique du Sud et s'est peut-être par la suite dispersée à travers l'Amérique centrale et les îles des Caraïbes. L'étude a montré qu'il n'y avait pas un haplotype unique pour l'ADN mitochondrial de chaque sous-espèce mais qu'il existait une profonde divergence évolutive entre les populations d'Amérique du Sud et celles d'Amérique centrale.

### Liste des sous-espèces
Selon The Reptile Database (3 décembre 2012) :
- Iguana iguana iguana (Linnaeus, 1758)
- Iguana iguana rhinolopha Wiegmann, 1834

### Synonymes
| - Lacerta iguana Linnaeus, 1758 (protonyme) - Iguana minima Laurenti, 1768 - Iguana tuberculata Laurenti, 1768 - Iguana coerulea Daudin, 1802 - Iguana vulgaris Link, 1806 - Iguana sapidissima Merrem, 1820 | - Iguana squamosa Spix, 1825 - Iguana viridis Spix, 1825 - Iguana emarginata Spix, 1825 - Iguana lophryoides Spix, 1825 - Prionodus iguana (Linnaeus, 1758) | - Hypsilophus tuberculatus (Laurenti, 1768) - Iguana rhinolopha Wiegman, 1834 - Hypsilophus rhinolophus (Wiegman, 1834) - Iguana hernandessi Jan 1857 - Iguana rhinolophus Wiegman, 1834 |

### Étymologie
Le mot iguana est dérivé de la forme hispanisée du nom Taíno de l'espèce : iwana,. Dans les pays hispanophones, les mâles de l'espèce sont désignés par les mots gorrobo ou ministro tandis que les jeunes sont appelés iguanita ou gorrobito.

## L'iguane vert et l'homme

### Un animal recherché pour sa chair

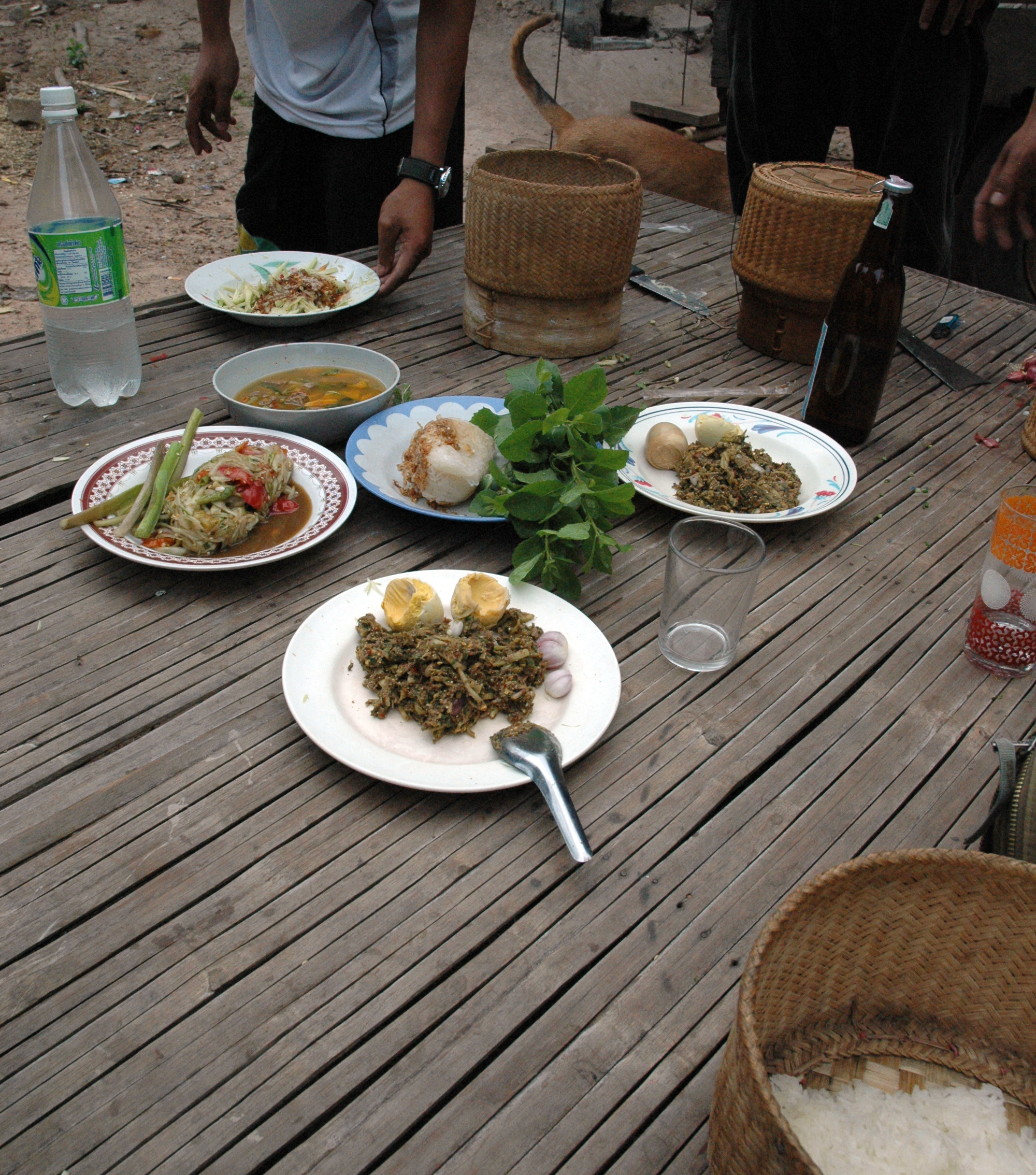
Plats contenant de la viande et des œufs durs d'iguane.

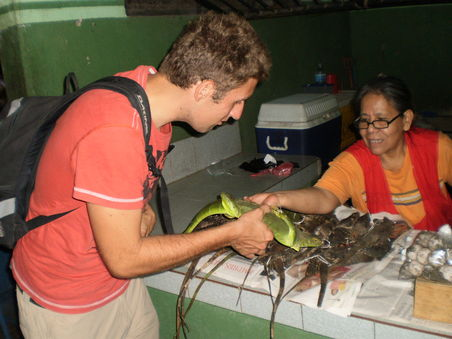
Vente d'Iguane sur un marché du Nicaragua

Réputé pour les qualités nutritives et curatives de sa viande, l'iguane est aussi chassé pour cette chair. Celle-ci est reconnue pour son goût, même si elle est un peu dure. Son prix peut grimper, ce qui attise la convoitise des trafiquants d'animaux. En Guyane par exemple, cet animal continue d'être chassé malgré l'interdiction pour alimenter les marchés en viande et en œufs. On pouvait lire dans un livre de recettes local des années 1990 que « Vous pourrez vous régaler avec l'iguane femelle, au ventre généreusement pourvu d'œufs succulents… », et qu'« [en] mars, à Pâques, à l'époque du renouveau, des aouaras (fruits de palmiers) mûrs, des feuilles gorgées de sève, c'est le lézard de carême qui est recherché des gourmets. Pour le tuer, faites sauter la tête d'un coup de sabre ou de machette. Laissez le corps frétiller pendant quelques instants et ensuite trempez-le dans une grande bassine d'eau froide ». Sa viande est également fortement appréciée dans la plupart des pays d'Amérique centrale et d'Amérique du Sud où il est présent, et même dans les Antilles.
Outre sa viande, ses œufs sont très appréciés dans l'ensemble de son aire de répartition. Parfois les femelles gravides sont ouvertes afin d'extraire les œufs de leur ventre.

### Élevage
En Amérique du Sud on trouve des fermes d'élevage qui font reproduire les iguanes verts en captivité. Cet élevage vise principalement à approvisionner le marché des animaux domestiques qui est assez lucratif, mais certaines fermes ont également pour objectif de relâcher des animaux dans la nature et ainsi enrayer la chute des effectifs. Au Costa Rica, un programme de sauvegarde incite les agriculteurs locaux à élever des iguanes pour se diversifier. Les reproducteurs sont gardés dans un enclos, où ils pondent des œufs. Les jeunes sont relâchés à l'âge de sept mois dans un secteur boisé de la ferme, où ils vont se nourrir en autonomie jusqu'à ce qu'ils atteignent une taille exploitable, vers deux ans. Ils sont alors abattus et commercialisés pour leur viande, mais également leur peau qui est utilisée dans la maroquinerie et leur graisse à laquelle sont traditionnellement accordées des vertus médicinales.

### Animal de compagnie
Pour un article plus général, voir Nouveaux animaux de compagnie.

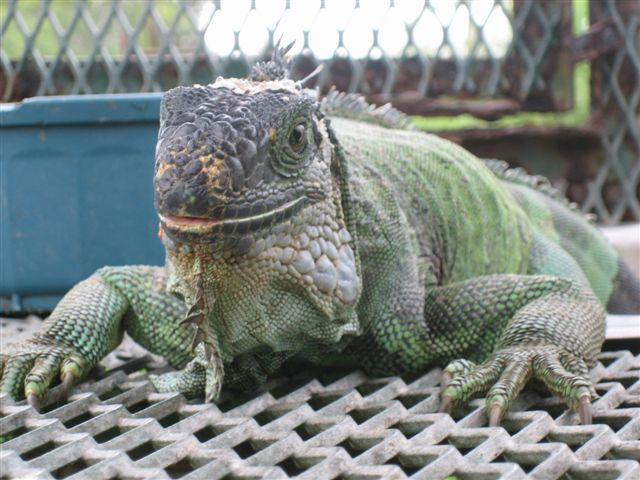
Iguane vert dans une cage.

Il est apprécié par les terrariophiles pour ses couleurs vives, son aspect intéressant, et sa disposition à être plus ou moins docile (selon sa taille et son âge). Son entretien est considéré comme assez facile bien que sa reproduction en captivité soit assez peu fréquente. Cette réputation et la grande popularité de cet animal en font un des animaux de compagnie les plus courants aux États-Unis, qui importent annuellement 800 000 à 1 million d'iguanes verts pour approvisionner le marché des animaux de compagnie.
Toutefois, il peut devenir agressif à l'âge adulte, et sa taille est alors trop importante pour qu'il puisse être gardé dans un terrarium de taille standard, ce qui complique son entretien. Tout ceci explique le grand nombre d'abandons dans la nature ou d'animaux laissés à des centres spécialisés dans la collecte de reptiles abandonnés.

### Une espèce invasive

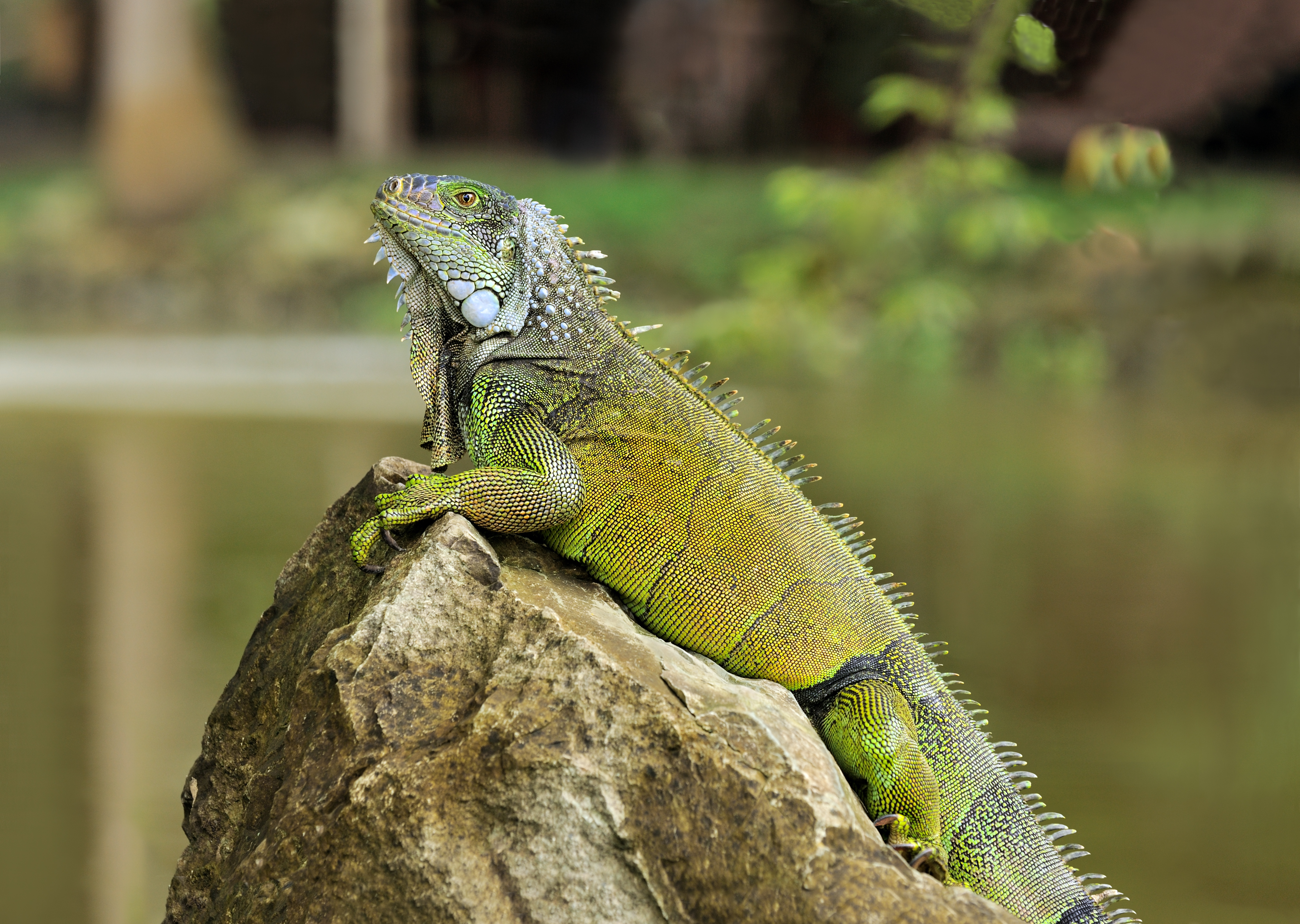
L'iguane vert sauvage dans le jardin botanique de Portoviejo, en Équateur.

On peut rencontrer l'iguane vert dans le sud de la Floride, le long de la côte du golfe de Floride depuis Key West jusqu'au comté de Pinellas, où il est considéré comme une espèce invasive,,. Les petites populations des Keys sont issues d'animaux transportés par les bateaux qui amenaient des fruits venus d'Amérique du Sud. Au fur et à mesure, d'autres iguanes ont été introduits dans la nature, souvent des iguanes destinés à être animaux de compagnie, relâchés dans la nature par leurs propriétaires qui ne pouvaient plus s'en occuper, ou échappés. Ces iguanes ont pu survivre, et même se développer dans ce nouvel habitat. Ils se cachent souvent dans les greniers ou sur les plages, et sont réputés pour détruire les jardins et les aménagements paysagers. Ils semblent apprécier particulièrement une plante indigène menacée, Cordia globosa et se nourrissent de graines de canique (Guilandina), une plante qui constitue l'alimentation de base d'un papillon menacé, Cyclargus thomasi bethunebakeri. Par ailleurs, sur Marco Island, des iguanes verts ont été observés utilisant les trous des chevêches des terriers, une espèce également surveillée à cause de la baisse de ses effectifs. Globalement, les iguanes engendrent donc de fortes perturbations pour les écosystèmes de Floride,.
En janvier 2008, un grand nombre d'iguanes sauvages de Floride sont tombés subitement des arbres dans lesquels ils vivaient, à la suite de nuits exceptionnellement froides qui les ont mis en dormance et fait chuter. Bien qu'aucun chiffre précis n'ait été communiqué par les autorités, les médias locaux ont décrit la chute de douzaines d'iguanes qui jonchaient les pistes cyclables. Au retour de la chaleur du jour, certains d'entre eux se sont réveillés et sont retournés à leurs activités normales. Ce phénomène s'est à nouveau produit en Floride en janvier 2010.

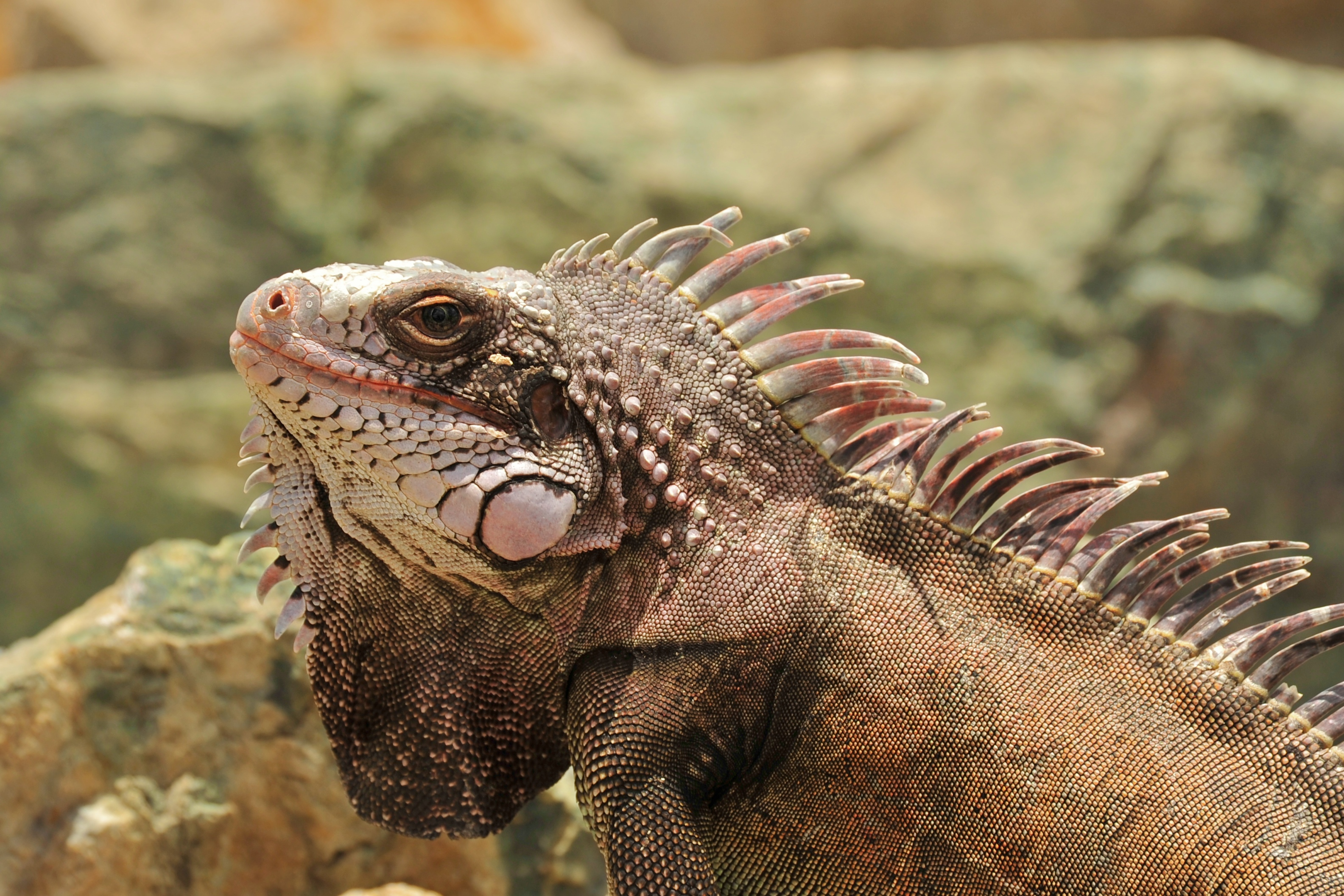
À Saint Thomas (Îles Vierges des États-Unis).

L'iguane vert a investi de la même manière Oahu et Maui, Hawaï, en dépit des législations locales interdisant l'import de reptiles vivants,, et la vallée du Rio Grande au Texas. Comme la plupart des reptiles sont porteurs de germes de salmonelle, ils peuvent poser des problèmes sanitaires et une législation a été mise en place pour réguler le commerce d'iguanes verts.
Après deux ouragans qui ont touché les Caraïbes en 1995, un groupe de 15 iguanes verts a été découvert à Anguilla, une île sur laquelle cette espèce n'avait jamais été observée auparavant. Le biologiste Ellen Censky, du muséum d'histoire naturelle de l'état du Connecticut, suppose que ces iguanes ont dérivé sur des arbres sur l'océan depuis la Guadeloupe où l'espèce est exotique et envahissante. En examinant le climat et les courants marins, il estime qu'il a fallu trois semaines pour atteindre l'île. Cette colonie a commencé à se reproduire sur cette nouvelle île deux ans après son arrivée.

### Sauvegarde
L'iguane vert, en raison de l'important trafic de cette espèce en tant que Nouvel animal de compagnie et en raison de l'utilisation de sa chair à des fins culinaires en Amérique latine, est cité en annexe II de la CITES : « [son] commerce doit être contrôlé afin de ne pas menacer l'espèce dans le futur »,. Si elle n'est pas réellement menacée globalement, on observe localement des situations très préoccupantes. Dans l'État d'Oaxaca, au Mexique, par exemple, on ne trouve plus aujourd'hui que 5 % de la population d'origine. Les chasses intensives menacent également les populations du Guatemala, du Honduras, du Nicaragua et du Costa Rica, où l'on capture les femelles gravides. L'iguane vert est également victime de l'agriculture intensive, qui détruit son habitat par la déforestation et l'utilisation de pesticides.
Pour faire face à cette chute des effectifs, des réglementations plus restrictives concernant la chasse de cet animal apparaissent dans certains pays. Des programmes visant à réintroduire des iguanes élevés en captivité ont été mis en place pour enrayer la chute des effectifs au Costa Rica et au Bélize.

### Iguane vert dans la culture
Les Mayas représentaient parfois leur dieu Itzamna, importante divinité dieu du Ciel de la Nuit et du Jour, sous la forme d'un iguane. L'iguane vert a donné son nom à de très diverses institutions dans son aire de répartition. Ainsi, on trouve un « camp de surf de l'iguane vert » au Costa Rica, l'« hôtel de l'iguane vert » à Saint-Thomas, dont la mascotte est Igor, un iguane vert géant, ou encore une chaîne de grills et bars nommée « Green Iguana » à Tampa et ses environs en Floride. L'iguane vert a été représenté sur un timbre du Portugal en 2001.
Dans "Combo Ninos" l'animal totem du personnage de Pilar est un iguane.

## Publications originales
- Linnaeus, 1758 : Systema naturae per regna tria naturae, secundum classes, ordines, genera, species, cum characteribus, differentiis, synonymis, locis, ed. 10 (texte intégral).
- Wiegmann, 1834 : Herpetologia mexicana, seu Descriptio amphibiorum Novae Hispaniae quae itineribus comitis De Sack, Ferdinandi Deppe et Chr. Guil. Schiede in Museum zoologicum Berolinense pervenerunt. Pars prima saurorum species amplectens, adjecto systematis saurorum prodromo, additisque multis in hunc amphibiorum ordinem observationibus. Lüderitz, Berlin, p. 1-54 (texte intégral).
- Histoire naturelle et morale des iles Antilles de l'Amérique : enrichie d'un grand nombre de belles figures en taille douce, des places & des raretés les plus considérables, qui y sont décrites : avec un vocabulaire caraïbe, 1665, Charles de Rochefort (1605-1683).